# مي سليم
مي سليم (6 نوفمبر 1983 -) مغنية وممثلة أردنية.

## عن حياتها
ولدت في ابو ظبي في الإمارات العربية المتحدة من أب فلسطيني وأم لبنانية، وهي شقيقة الفنانة ميس حمدان والإعلامية دانا حمدان، درست إدارة الأعمال بالأكاديمية البحرية. وفي نوفمبر 2010 عُقد قرانها على رجل الأعمال المصري «علي الرفاعي» وفي أكتوبر 2011 أنجبت طفلتها الأولى «لي لي» انفصلت عن زواجها بعام 2012. وفي عام 2018 تزوجت من الممثل «وليد فواز»، لكن تلك الزيجة لم تستمر سوى شهر واحد فقط.

### الحياة الفنية
عملت كموديل في الكليبات الغنائية في بداياتها الفنية، مثل كليب «عيني» لهشام عباس وحميد الشاعري، وقدمت منذ بداية مشوارها الفني ثلاث ألبومات منها: «قلبي بيحلم» وهو أول ألبوم غنائي تقدمه ثم ألبوم «إحلوت الأيام»، ثم ألبوم «لينا كلام بعدين» وقدمت كليب «طال» من إخراج رامي محمد، وقدمت كذلك أغنية «أكيد في مصر» وأغنية «هو ده» التي تم تصويرها أيضا في لبنان، بالإضافة إلي أغنية «أحسن ناس» مع المغني محمود العسيلي ثم أغنية «سيبه» ثم أغنية «مين الي قلك عني» وأيضاً أغنية «سكتالو»، اتجهت بالفترة الأخيرة إلى مجال التمثيل في السينما والتلفزيون في مصر وعملت بأدوار عدة، كما شاركت شقيقاتها ميس ودانا تقديم برنامج التوك شو «حساء الأخوات» على شبكة أو إس إن عام 2012.

## أعمالها

### الغناء

#### الألبومات الغنائية
- قلبي بيحلم.
- إحلوت الأيام.
- لينا كلام بعدين.
- ولا كلمة

#### أغاني منفردة
- أكيد في مصر.
- أحسن ناس.
- هو ده.
- مشيت سنة (مع ميس حمدان)
- حبيب الناس.
- وخلاص.
- سامعاه.

### التمثيل

#### الأفلام
- 2010: الديلر
- 2013: عش البلبل
- 2014: المعدية
- 2015: زنقة ستات
- 2016: شكة دبوس
- 2016: حسن وبقلظ
- 2017: مش رايحين في داهية
- 2017: خير وبركة
- 2018: الكهف
- 2019: قرمط بيتمرمط
- 2019: محمد حسين
- 2021: 200 جنيه

#### المسلسلات
- 2011: مكتوب على الجبين
- 2012: حارة خمس نجوم
- 2012: فيرتيجو
- 2012: عروسة ياهووو
- 2013: مزاج الخير
- 2013: خلف الله
- 2013: بدون ذكر أسماء
- 2014: كيد الحموات
- 2014: الصياد
- 2014: جبل الحلال
- 2014: فرق توقيت
- 2015: ولي العهد
- 2015: حواري بوخارست
- 2015: المطلقات
- 2016: هي ودافنشي
- 2016: نصيبي وقسمتك
- 2017: نصيبي وقسمتك 2
- 2017: اختيار إجباري
- 2017: الأب الروحي
- 2018: عوالم خفية
- 2018: الرحلة
- 2018: عزمي وأشجان
- 2018: واكلينها والعة (سبع صنايع)
- 2019: صانع الأحلام
- 2019: حواديت الشانزليزيه
- 2020: واكلينها والعة (سبع صنايع) ج2
- 2020: مدرسة الحب ج3
- 2020: ضربة معلم
- 2020: خيط حرير
- 2021: نصيبي وقسمتك 4
- 2021: لحم غزال
- 2021: فارس بلا جواز
- 2021: اختراق ج2
- 2022: بأثر رجعي
- 2022: دنيا تانية
- 2023: تلت التلاتة
- 2024: سر إلهي
- 2024: المداح أسطورة العودة
- 2025: السجل الأسود
- 2025: أمير العوامري

#### المسرحيات
- 2013: حبيبي المضروب
- 2019: فوق كوبري ستانلي
- 2021: اللمبي في الجاهلية

#### البرامج
تقديم
- 2012: Sisters Soup

ضيفة
- 2006: 90 دقيقة
- 2007: حيلهم بينهم
- 2008: عفاريت حسين الإمام
- 2008: طرطأ وفنجل
- 2008: دارك
- 2012: لعب النجوم
- 2012: رامز ثعلب الصحراء
- 2012: حيلهم بينهم الصلح خير
- 2014: معكم منى الشاذلي
- 2014: لعنة الفرحنا
- 2014: لعبة الأجزخانة
- 2014: قلبك أبيض
- 2014: فؤش في المعسكر
- 2014: رجعنا صغيرين
- 2014: أحلى مسا
- 2015: هبوط اضطراري
- 2015: ليلة سمر
- 2015: سر حليمة
- 2015: راتينغ رمضان
- 2016: وش السعد
- 2016: هاني في الأدغال
- 2016: ضربة حظ
- 2016: أبيض وأسود
- 2016: ساترداي نايت لايف بالعربي
- 2017: عيش الليلة
- 2017: تع إشرب شاي
- 2017: بيومي أفندي
- 2018: قهوة أشرف
- 2018: حفلة 11
- 2019: هاني في الألغام
- 2019: سهرانين
- 2020: هزر فزر
- 2020: خلي بالك من فيفي

## الجوائز
- أفضل مطربة لعام 2008 عن ألبوم «إحلوت الأيام» في أستفتاء طلاب جامعة عين شمس.[4]
- أفضل مطربة وأفضل ألبوم نسائي لعام 2010 عن ألبوم «لينا كلام بعدين» في الأستفتاء الجماهيري لموقع دوشة فن.
- أفضل مطربة ممثلة لعام 2010 عن فيلم «الديلر» في مهرجان روتردام الدولي.
- سفيرة التبرع بالدم لعام 2010.
- أفضل ممثلة شابة لعام 2011 عن مسلسل «مكتوب على الجبين» في استفتاء مجلة سيدتي.
- أفضل مقدمة لبرنامج ترفيهي عن برنامج «Sisters' soup» من مهرجان القنوات الفضائية.

## وصلات خارجية
- مي سليم على موقع IMDb (الإنجليزية)
- مي سليم على موقع قاعدة بيانات الأفلام العربية
- مي سليم على موقع ميوزك برينز (الإنجليزية)
- مي سليم على موقع ميوزك برينز (الإنجليزية)
- مي سليم على موقع ديسكوغز (الإنجليزية)